# Broekhorn
Broekhorn is een buurtschap en buurt in de gemeente  Dijk en Waard in de Nederlandse provincie Noord-Holland.
Broekhorn is gelegen ten westen van de stad Heerhugowaard, het ligt tussen het industriegebied van Heerhugowaard en Broek op Langedijk in. De hoofdweg heet de Broekerweg, die de ringvaart annex kanaal Omval-Kolhorn overloopt en overgaat in Broek op Langedijk. In Heerhugowaard loopt de weg door de kruising Westerweg-Zuidtangent. De andere weg in de plaats is de Westdijk die aan de ringvaart en het kanaal loopt, vanaf de Westerweg. Ook de polder tussen Sint Pancras en Broekhorn wordt meestal tot Broekhorn gerekend.
Sommigen leggen de grens van Broekhorn bij de Westerweg, maar eigenlijk loopt de grens gelijk aan de spoorlijn. Zodoende ligt er ook een stuk van het industriegebied in Broekhorn. Het treinstation van Heerhugowaard ligt dan ook op de grens van de stad en Broekhorn.
De plaatsnaam komt in 1899 voor als Broekerhorn, de plaats zou verwijzen naar het feit dat door aanleg van de ringvaart en het kanaal met een bocht, er een hoekland ontstond. De naam zou tevens verwijzen naar daar waar het land vandaan kwam, namelijk van Broek op Langedijk.
In het begin van de 21ste eeuw werd de plaats als nieuwbouwproject gezien, als een van de uitbreidingswijken van Heerhugowaard. Deze wijk blijft zich anno 2025 uitbreiden in zuidelijke richting.
Stad: Heerhugowaard

Dorpen en gehuchten: Broek op Langedijk · De Noord · Koedijk (deels) · Noord-Scharwoude · Oudkarspel · Sint Pancras · Veenhuizen · Verlaat (deels) · Zuid-Scharwoude

Buurtschappen: Broekhorn · Draai · Frik · Kabel · 't Kruis · Pannekeet
Noord-Holland: Steden en dorpen      Nederland: Provincies · Gemeenten